# 弗雷德里克·福琼
弗雷德里克·福琼（英語：Frederick Fortune，1921年4月1日—1994年4月20日），美国男子雪车运动员。他曾代表美国参加1948年和1952年冬季奥林匹克运动会雪车比赛，其中1948年冬季奥运会获得一枚铜牌。